# Paleovirología
La paleovirología es un nuevo campo de la virología y la biología evolutiva que estudia secuencias genéticas virales antiguas, presentes en el genoma de diferentes organismos actuales.
El estudio de los virus antiguos, denominados informalmente "fósiles virales" o "paleovirus", estudia las regiones de los genomas  que se originaron a partir de una antigua integración de material genético viral en una línea germinal; cuyo término científico para estas regiones es de elemento viral endógeno. Estas regiones se originaron de la integración principalmente de retrovirus, conocidos como retrovirus endógenos.
Muchas de las secuencias es posible que se remonten a secuencias de virus de millones de años atrás, por lo tanto, la terminología, aunque en sentido estricto, no es posible detectar un virus antiguo en fósiles; es posible deducir sus secuencias a partir de las secuencias de elementos virales endógenos.
Igualmente destaca que la secuencias de estos elementos virales endógenos pueden ser usados como reloj molecular; para analizar las divergencias de las especies descendientes desde el momento que se produjo la inserción viral.
Dentro del análisis de estas secuencias, igualmente se han reportado intentos exitosos para "resucitar" virus extintos a partir de las secuencias de ADN analizadas.

### Historia y desarrollo
El estudio de virus endógenos comenzó en la década de 1970 con el hallazgo de secuencias similares a retrovirus en el genoma humano. Sin embargo, no fue hasta el siglo XXI, con el avance del análisis de genomas completos y el desarrollo de herramientas bioinformáticas, que se consolidó la paleovirología como un campo de estudio independiente.
La publicación del genoma humano en 2001 permitió identificar que aproximadamente el 8% del ADN humano está compuesto por secuencias derivadas de retrovirus antiguos. Investigadores como Aris Katzourakis y Robert J. Gifford fueron pioneros en utilizar estos datos para rastrear la historia evolutiva de los virus en múltiples especies.

### Metodología
La paleovirología utiliza herramientas bioinformáticas y genómicas para detectar y analizar secuencias virales fósiles. Los pasos comunes incluyen:
- Comparación de genomas de distintas especies para identificar secuencias virales compartidas.
- Uso de programas como BLAST para encontrar similitudes con virus conocidos.
- Detección de estructuras virales conservadas (gag, pol, env).
- Datación de las inserciones virales mediante relojes moleculares y filogenias.

El análisis puede revelar no solo el tipo de virus que infectó a un organismo en el pasado, sino también cuándo ocurrió la infección y cómo se transmitió a lo largo de la evolución.

### Tipos de virus estudiados
Los más estudiados en paleovirología son los retrovirus, ya que tienen la capacidad de integrarse naturalmente en el genoma de sus hospedadores. Sin embargo, también se han detectado restos de otros virus:
- Bornavirus: virus de ARN que han dejado huellas endógenas en mamíferos.
- Filovirus: relacionados con el Ébola y el Marburgo.
- Parvovirus, adenovirus y herpesvirus: hallados en diversos vertebrados.

Incluso algunos virus de ARN no retrovirales, tradicionalmente considerados incapaces de integrarse, han dejado rastros mediante mecanismos aún en estudio.

### Ejemplos notables
- HERVs (Retrovirus endógenos humanos): representan cerca del 8% del genoma humano. Algunos están relacionados con procesos biológicos importantes y otros con enfermedades como la esclerosis múltiple o ciertos cánceres.
- Bornavirus endógeno: se han hallado secuencias en genomas de primates, elefantes y ardillas.

- KoRV (Retrovirus del koala): está actualmente en proceso de endogenización en poblaciones de koalas, lo que permite estudiar este fenómeno en tiempo real.[8]

### Importancia evolutiva
Los virus endógenos han desempeñado un papel fundamental en la evolución biológica. Algunos efectos importantes incluyen:
- Innovación genética: genes virales como syncytin han sido reutilizados por el hospedador para funciones clave, como la formación de la placenta.
- Regulación génica: secuencias virales pueden actuar como promotores o potenciadores de genes del hospedador.
- Evolución del sistema inmune: la interacción constante con virus ha moldeado la respuesta inmune a lo largo del tiempo.[9]

### Aplicaciones actuales
El conocimiento paleovirológico tiene aplicaciones en:
- Estudio de la historia evolutiva de pandemias virales.
- Comprensión de la interacción virus-hospedador.
- Desarrollo de nuevas estrategias en terapia génica y vacunas.
- Prevención de zoonosis al identificar patrones antiguos de transmisión viral entre especies.[10]

### Relación con otras disciplinas
La paleovirología se conecta estrechamente con:
- Virología evolutiva: estudio del cambio de los virus a lo largo del tiempo.
- Paleontología molecular: análisis de restos genéticos fósiles en organismos vivos.
- Genómica comparada: identificación de secuencias conservadas entre especies.
- Bioinformática: herramientas computacionales para analizar grandes cantidades de datos genéticos.[11]